# Спільна контрольна комісія
Спільна контрольна комісія (рум. Comisia Unificată de Control, КОК; рос. Объединенная контрольная комиссия) — тристоронні миротворчі сили та спільна військова командна структура з Молдови, Придністров’я та Росії, яка діє в демілітаризованій зоні на кордоні між Республікою Молдова та Україною. Спірна територія між ними контролюється Придністровською Молдавською Республікою (Придністров’я, ПМР).

## Історія
Після війни в Придністров’ї Спільна контрольна комісія була створена за ініціативою президентів Молдови та Росії Мірчі Снєгура та Бориса Єльцина шляхом підписання угоди про припинення вогню 21 липня 1992 року. До його складу входять військовослужбовці збройних сил Молдови, Придністров’я та Росії. У 1998 році комісія була розширена за рахунок додавання 10 українських офіцерів як військових спостерігачів. Крім того, Організація з безпеки і співробітництва в Європі також має місію зі спостереження в Придністров’ї та бере участь у всіх засіданнях СКК. Нинішній миротворчий механізм — це багатодержавна місія, яка має міжнародний мандат, яка розпочалася 29 липня 1992 року.
З трьох вихідних сторін, які постачали війська, Росія традиційно надала найбільше, а Молдова – другий і найменший контингент – Придністров’я. , однак, станом на 2006 рік і Молдова, і ПМР беруть участь з дещо більшою кількістю солдатів, ніж Росія: Молдова наразі постачає військам 403 людини, ПМР – 411 чоловік, а Росія – до 385 чоловік.

## Місія
Спільна контрольна комісія покладена на забезпечення дотримання домовленостей про припинення вогню та безпеки, і в цілому вона досягла успіху, оскільки з 1992 року збройний конфлікт жодного разу не поновлювався. Демілітаризована буферна зона, відома як зона безпеки долини Дністра, приблизно повторює контур річки Дністер. Його довжина становить 225 кілометрів, а ширина від 1 до 15 кілометрів. 
Згідно з угодою 1992 року з Молдовою, Росія має право утримувати 2400 військових у Придністров’ї. Однак станом на 2006 рік чисельність російських військових становила лише 1500 осіб, причому від 349 до 385 з них були призначені в будь-який момент часу.